# Pleasure Bend
Pleasure Bend – jednostka osadnicza w Stanach Zjednoczonych, w stanie Luizjana, w parafii St. John the Baptist.